# Scapholeberis mucronata
Scapholeberis mucronata är en kräftdjursart som först beskrevs av Otto Friedrich Müller 1776.  Scapholeberis mucronata ingår i släktet Scapholeberis och familjen Daphniidae. Inga underarter finns listade i Catalogue of Life.